# Crambus moeschleralis
Crambus moeschleralis là một loài bướm đêm trong họ Crambidae.